# Tour of Qinghai Lake
Tour of Qinghai Lake – wieloetapowy wyścig kolarski rozgrywany w Chinach w prowincji Qinghai. Zawody odbywają się od 2002. Wyścig jest częścią UCI Asia Tour i ma przyznaną kategorię 2.HC.

## Zwycięzcy
| Rok  | Pierwsze                 | Drugie                  | Trzecie            |
| ---- | ------------------------ | ----------------------- | ------------------ |
| 2002 | Tom Danielson            | Glen Chadwick           | Xavier Tondó       |
| 2003 | Damiano Cunego           | Ghader Mizbani Iranagh  | Guozhang Wang      |
| 2004 | Ryan Cox                 | Ghader Mizbani Iranagh  | Jeff Louder        |
| 2005 | Martin Mareš             | Kairat Baigudinov       | Valerio Agnoli     |
| 2006 | Maarten Tjallingii       | Hossein Askari          | Nácor Burgos       |
| 2007 | Gabriele Missaglia       | Daniel Lloyd            | Francisco Mancebo  |
| 2008 | Tyler Hamilton           | Marek Rutkiewicz        | Hossein Askari     |
| 2009 | Andriej Mizurow          | Ghader Mizbani Iranagh  | Mitja Mahorič      |
| 2010 | Hossein Askari           | Radoslav Rogina         | Kiel Reijnen       |
| 2011 | Gregor Gazvoda           | Dmitrij Gruzdiew        | Mateusz Taciak     |
| 2012 | Hossein Alizadeh         | Cameron Wurf            | Giovanny Báez      |
| 2013 | Samad Poor Seiedi        | Yevgeniy Nepomnyachshiy | Daniił Fominych    |
| 2014 | Mychajło Kononenko       | Thomas Vaubourzeix      | Ołeksandr Poływoda |
| 2015 | Radoslav Rogina          | Hossein Alizadeh        | Francisco Colorado |
| 2016 | Sergiy Lagkuti           | Matej Mugerli           | Witalij Buc        |
| 2017 | Yonathan Monsalve        | Mauricio Ortega         | Björn Thurau       |
| 2018 | Hernán Aguirre           | Hernando Bohórquez      | Radoslav Rogina    |
| 2019 | Robinson Chalapud        | Óscar Sevilla           | Benjamin Dyball    |
| 2021 | Zhang Zhishan            | Peng Xin                | Hu Tiantian        |
| 2022 | Liu Jiankun              | Zhang Zhishan           | Yu Tao Shen        |
| 2023 | Henok Mulubrhan          | Eric Fagundez           | Davide Baldaccini  |
| 2024 | Jefferson Alveiro Cepeda | Thomas Silva            | Manuele Tarozzi    |